# Frank Caprio
Francesco «Frank» Caprio (Providence, 24 de novembre de 1936 - Providence, 20 d'agost de 2025) va ser un jurista i polític estatunidenc, que va exercir de jutge municipal en cap a Providence, Rhode Island i, antigament, com a president de la Junta de Governadors de Rhode Island. La seva tasca judicial va ser retransmesa al programa de televisió Caught in Providence. També va aparéixer a la sèrie Parking Wars tractant diversos casos d'infraccions de trànsit a la seva sala de tribunals.
El 2017, els vídeos que mostraven la seva sala es van fer virals, amb més de 15 milions de visualitzacions. El 2020, les visualitzacions de Caught in Providence van ser de prop dels 300 milions i un vídeo compartit a Pulptastic va tenir 43,6 milions de visualitzacions a YouTube.

## Orígens i educació
Caprio va néixer al barri italo-estatunidenc de Federal Hill, a la localitat de Providence, de l'estat de Rhode Island. Va ser el segon més gran dels tres fills d'Antonio Caprio, pare immigrant de la localitat italiana de Teano, i Filomena Caprio, una mare italoamericana de Providence, la família de la qual havia emigrat de al ciutat italiana de Nàpols. El seu pare treballava com a venedor de fruites i lleter.
Va assistir a les escoles públiques de Providence, mentre treballava com a rentavaixelles i llustra-sabates. Es va graduar a la Central High School, on va guanyar el títol estatal de lluita lliure el 1953. Va obtenir una llicenciatura al Providence College. Després de graduar-se, va començar a ensenyar el govern estatunidenc a Hope High School de Providence, Rhode Island. Mentre ensenyava a Hope, Caprio va assistir a l'escola nocturna de la Suffolk University School of Law de Boston. Això el va portar posteriorment a incorporar-se a la professió d'advocat. Caprio també va servir a la Guàrdia Nacional de 1954 a 1962 al 876è Batalló d'Enginyers de Combat. Durant el seu temps a la Guàrdia Nacional, va estar estacionat a Camp Varnum a Narragansett i Fort Indiantown Gap a Pennsilvània.

## Trajectòria
Caprio va ser elegit a l' Ajuntament de Providence el 1962 i va exercir fins al 1968. Va ser elegit com a delegat a la Convenció Constitucional de Rhode Island el 1975 i ha estat escollit com a delegat a cinc convencions nacionals demòcrates. Va exercir com a president de la Junta de Governadors de Rhode Island per a l'educació superior que controla les decisions importants per a la Universitat de Rhode Island, el Rhode Island College i el Community College de Rhode Island. Des de 1985, exerceix com a jutge del Tribunal Municipal de Providence. Parts dels procediments que va presidir, amb citacions de baix nivell, van transcórrer durant més de dues dècades a la televisió local. La sèrie de televisió de Caprio, Caught in Providence, es va originar a la televisió d' accés PEG a Rhode Island i va ser recollida per primera vegada per l'estació d'ABC WLNE-TV l'any 2000, emesa inicialment a la nit els dissabtes. Després d'una pausa, Caught in Providence va tornar el 2015 i es va emetre seguint els informatius de les 11 en punt els dissabtes fins al setembre de 2017. Els clips d'aquest programa es van fer virals a la dècada de 2010 El programa també ha rebut cobertura d'organitzacions de mitjans de tot el món, com NBC News. El 24 de setembre de 2018, Caught in Providence va entrar a la sindicació nacional. El programa es va renovar per a una segona temporada de sindicació el gener de 2019.
Caprio també va ser soci del restaurant Coast Guard House de Narragansett, Rhode Island.

### Divulgació comunitària
A la Facultat de Dret de la Universitat de Suffolk, va fundar el fons de beques Antonio "Tup" Caprio. Aquesta beca, que porta el nom del pare del jutge, que només tenia una educació de cinquè grau, és per a estudiants de Rhode Island que es comprometen a millorar l'accés als serveis legals als barris del nucli urbà de Rhode Island. També ha establert beques al Providence College, a la Facultat de Dret de Suffolk i per a graduats de la Central High School, nomenat en honor al seu pare.
Caprio ha participat a Boys Town d'Itàlia, al Tribunal de Menors de Nickerson House i al Banc d'Aliments de Rhode Island. El 1983 va ser el copresident de la Rhode Island Statue of Liberty Foundation (recaptant fons per a la restauració de l'Estàtua de la Llibertat i Ellis Island). Caprio també va ser membre de la Junta de Regents d'Educació Primària i Secundària i del Consell d'Educació de Pre-K a 16 del Governador, així com del Consell del President del Providence College.

### Premis i honors
Caprio va rebre un doctorat honoris causa en Dret per la seva alma mater Suffolk University Law School el 1991 i el Providence College el 2008, i també va rebre un doctorat honoris causa en Servei Públic de la Universitat de Rhode Island el 2016. L'agost de 2018, Caprio va rebre el Premi del Cercle del productor al Festival Internacional de Cinema de Rhode Island.

## Vida personal
Caprio va estar casat amb Joyce E. Caprio durant més de 50 anys  i van tenir cinc fills , entre ells: Frank T. Caprio, David Caprio, Marissa Caprio Pesce, John Caprio i Paul Caprio. També van tenir set néts i dos besnéts. El 25 de juliol de 2019, con a aficionats als Boston Red Sox, va tenir l'honor de fer el llançament inaugural al Fenway Park en el partit que va enfrontar els Red Sox amb els New York Yankees.